# Conarete eschata
Conarete eschata är en tvåvingeart som beskrevs av Pritchard 1951. Conarete eschata ingår i släktet Conarete och familjen gallmyggor.
Artens utbredningsområde är Minnesota. Inga underarter finns listade i Catalogue of Life.